# Hilaire de Chardonnet
Hilaire de Chardonnet, francoski kemik in industrialec, * 1. maj 1839, Besançon, † 12. marec 1924, Pariz.
Čeprav je najprej študiral za gradbenega inženirja v Parizu, je nato prišel pod okrilje Louisa Pasteurja, ki je medtem študiral bolezni pri sviloprejkah. To je Chardonneta navdahnilo da je poizkušal obvarovati francosko industrijo svile pred epidemijo bolezni na sviloprejkah.
Nekega dne leta 1878 je razvijal fotografije, ko se mu je po naključju prevrnila steklenica nitroceluloze. Ko je začel brisati košček papirja, na katerega se je zlila nitroceluloza, je opazil, da je postal lepljiv in se spremenil v dolga, tanka vlakna, podobna svilenim. Z nitrocelulozo je začel eksperimentirati. Izhodišče so mu bili murvini listi - hrana sviloprejk - ki bi jih preoblikoval v celulozo z nitrati in žvepleno kislino.
Ta vlakna iz celuloznega nitrata je nameraval uporabiti za tkanje oblek vendar se je izkazalo, da so izredno vnetljiva. Nekatere obleke, idelane iz te zgodnje umetne svile, naj bi se vžgale, če je bil samo cigaretni dim v bližini. Chardonnet je rešil ta problem tako, da je vlakna prevlekel z amonijakovim sulfidom, ki deluje kot zaviralec gorenja. Poimenoval ga je umetna svila, danes je poznan pod imenom viskoza (v ZDA rejon).
Bil je prvi ki je razvil umetno svilo in prvi, ki je uporabil umetna vlakna v splošni namen. Ko je na svetovni razstavi v Parizu leta 1891 prvič pokazal svoj izum, je vzbudil veliko pozornosti med obiskovalci, zato so ga oklicali za Chardonnet svilo. Odprl je več tovarn za izdelovanje vlaken, prvo leta 1889 v Besançonu in naslednjo leta 1904 na Madžarskem.